# Silvio Turchi
Silvio Turchi (fl. XX secolo) è stato uno schermidore italiano, specializzato nella sciabola. Ha vinto una medaglia d'argento ai Campionati internazionali di scherma.

## Palmarès

### Risultati élite
In carriera ha ottenuto i seguenti risultati:
Mondiali
Individuale
A squadre
- Argento nella sciabola a Budapest 1933